# Tarsoporosus macuira
Espèce
Tarsoporosus macuira est une espèce de scorpions de la famille des Diplocentridae.

## Distribution
Cette espèce se rencontre en Colombie dans le département de La Guajira et au Venezuela dans l'État de Zulia.

## Description
Le mâle holotype mesure 40,4 mm et le mâle paratype 40,6 mm.
La femelle décrite par Teruel et Roncallo en 2010 mesure 38,6 mm.

## Étymologie
Son nom d'espèce lui a été donné en référence au lieu de sa découverte, la Serranía de Macuira.

## Publication originale
- Teruel & Roncallo, 2007 : A New Species of Tarsoporosus Francke, 1978 (Scorpiones: Scorpionidae: Diplocentrinae), from Northeastern Colombia. Euscorpius, no 62, p. 1-15 (texte intégral).